# آرمش (روان‌شناسی)

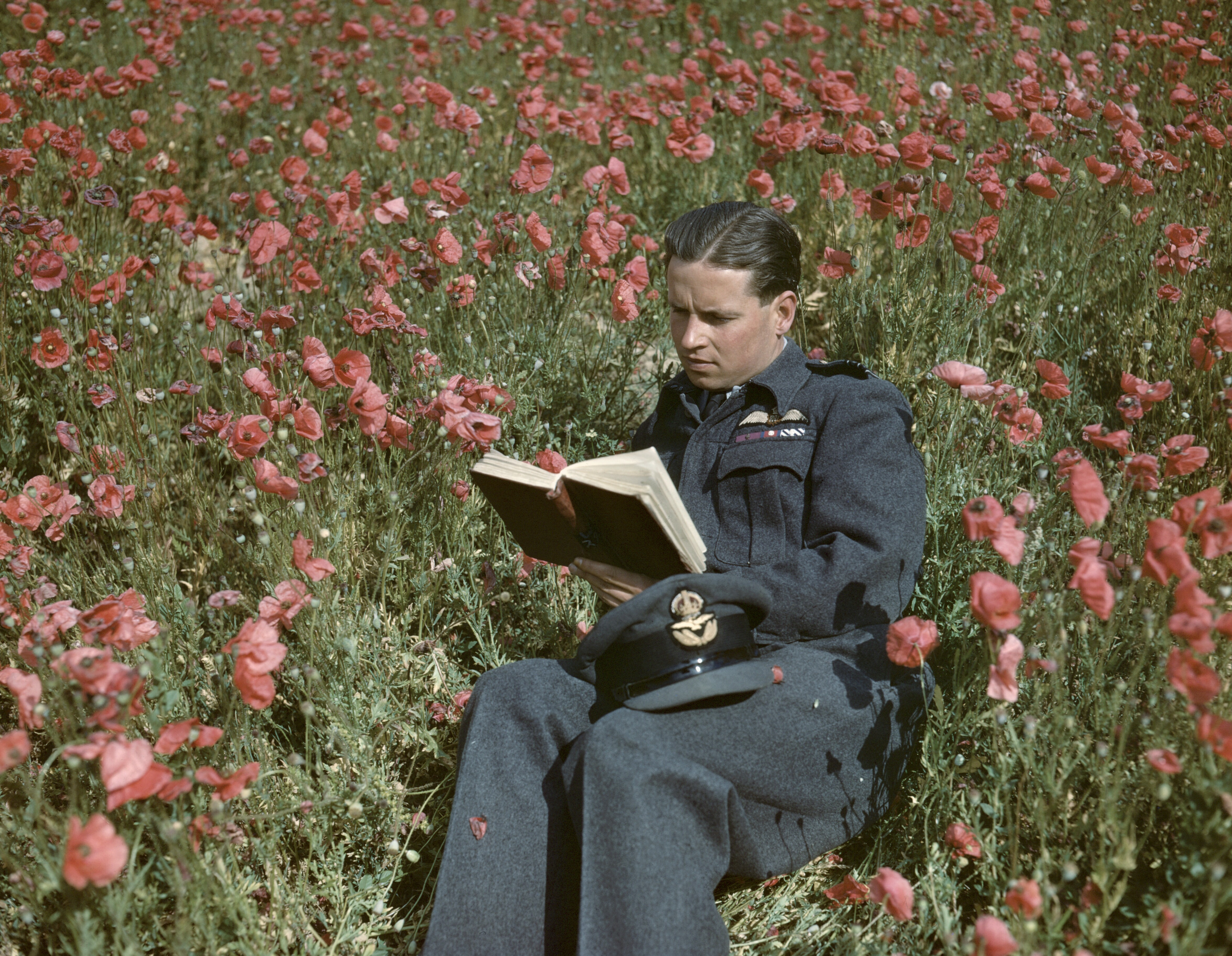
مردی در حال ریلکسیشن با مطالعه کتاب

در روان‌شناسی، آرَمش یا ریلکسیشن (انگلیسی: Relaxation) حالت عاطفی ناشی از تنش کم است که در آن، انگیختگی هیجانی، به خصوص از منابع منفی مثل خشم، اضطراب یا ترس در فرد دیده نمی‌شود.